# Lima (village, New York)
Pour les articles homonymes, voir Lima (homonymie).
Ne doit pas être confondu avec Lima (New York).
Lima est un village du comté de Livingston, dans l'État de New York, aux États-Unis,. En 2010, il comptait une population de 2 139 habitants.

## Démographie
Lors du recensement de 2010, le village comptait une population de 2 139 habitants. Elle est estimée, en 2016, à 2 019 habitants.